# کاست‌های ژاپنی بر پایه ریتسوریو
کاست‌های ژاپنی بر پایه ریتسوریو به دو سیستم کاست شامل «ریومین» (良民) و «سن‌مین» (賤民) در تاریخ ژاپن اشاره دارد.
هنگامی که سیستم حقوقی ریتسوریو در اواخر قرن ۷ در ژاپن شروع به اجرا کرد، همانند دودمان تانگ در چین، تقسیم‌بندی، دو کاست بزرگ را شامل می‌شد. اصطلاح «ریوسنسی» (良 賤 制) کل سیستم را توصیف می‌کند. کاست «سن‌مین»، به پنج «دسته» تقسیم می‌شود که «گوشیکی نو سن» (五色 の 賤)، «پنج دسته سنمین»، که بعضاً به اختصار «گوسن» (五 賤) نیز نامیده می‌شود.
کاست بخشی از ثبت‌نام شهروندان بود که با استفاده از سیستم ریتسوریو انجام می‌شد.

## ریومین
ریومین (شهروندان خوب) از طبقه بالا بودند که به چهار خرده طبقه زیر تقسیم می‌شدند.
- کانجین (官人)، مقامات دولتی
- کومین (公民)، شهروندان
- شینابه (品 部)، متخصصان و بازرگانان مربوط به وظایف دادگاه
- زاکو، بازرگانان، به ویژه افراد مرتبط با ارتش، که طبقه پایین‌تری نسبت به سه قبلی داشتند.

ریومین‌ها از اعضای جامعه آزاد، صنعتگران استانی و دیگر ساکنان پایتخت، از جمله مقامات رده‌های پایین و میانی، در دولت محسوب می‌شدند. مشخصات آنها در شهرداری ثبت می‌شد و یک قطعه زمین به آنها داده می‌شد که باید بابت آن مالیات به دولت بپردازند. ریومین همچنین موظف به گذراندن یک دوره سربازی و انجام یک دوره ۲ ماههٔ کار بود.

## سن‌مین
سن‌مین (شهروندان کم پایه) طبقه پایین‌تر بودند که به پنج خرده زیر تقسیم می‌شوند:
- ریوکو (陵 戸)، اختصاص داده شده به خانواده امپراتوری یا نگهبانان مقبره‌های شاهنشاهی
- کانکو (官 戸)، اختصاص یافته به وزارتخانه‌های عمومی
- که‌نین (طبقه اجتماعی) (家人)، خادمان خانواده‌های عالی‌رتبه
- کو نوهی (公 奴婢)، بردگان دربار
- شی نوهی (私 奴婢)، بردگان خانواده‌ها

در ابتدا ازدواج بین کاست‌ها مجاز نبود. ریوکو، کانکو و کننین (طبقه اجتماعی)‌ها مجاز به داشتن خانواده‌های خود بودند.
پایین‌ترین سطح، دو شهروند (نوهی، برده‌ها) می‌توانستند توسط شهروندان ریومین فروخته شوند یا متعلق به آنها باشد و اجازه داشتن یک خانواده ثبت شده را نداشتند. این سیستم کاست خیلی سفت و سخت نبود، به این معنا که کو نوهی می‌توانست وقتی بزرگتر شد کانکو شود، و در سن بسیار بالا به‌طور خودکار آزاد می‌شد اما این بعید است زیرا بیشتر افراد به سن ۶۶ سالگی و بالاتر نمی‌رسیدند در این زمان‌ها، و ریومین پس از انجام برخی از جنایات می‌توانست سن‌مین شود (در سطح کانکو).
در ابتدا، کودکان متولد شده مابین ریومین و سنمین تبدیل به سنمین می‌شدند. در سال ۷۸۹، این وضع تغییر کرد و کودکانی که بین ریومین و سنمین متولد می‌شدند ریومین می‌شدند. سنمین اقلیت کل جمعیت بود.